# White Lion
White Lion var en amerikansk/dansk rockgrupp, bildad 1983 i New York av sångaren Mike Tramp och gitarristen Vito Bratta. Andra medlemmar i gruppen var basisten James LoMenzo och trummisen Greg D'Angelo. Mellan 1985 och 1991 släppte de fyra musikalbum: Fight to Survive (1985), Pride (1987), Big Game (1989) och Mane Attraction (1991). Gruppen splittrades efter den sista spelningen i Boston den 2 september  1991.
White Lion återförenades 2005 av Mike Tramp med nya medlemmar. De släppte ett nytt musikalbum 2008 kallat Return of the Pride.

## Historia
White Lion grundades 1983 av den danske sångaren Mike Tramp (ex-Mabel/Studs) och gitarristen Vito Bratta i New York i USA. Första albumet Fight to Survive släpptes i Japan i 1984 av RCA Records. Strax därefter lämnade Felix Robinson och Nicki Capozzi bandet och ersattes av Dave Spitz och Greg D'Angelo. Dave Spitz lämnade snart bandet och ersattes av James LoMenzo. Under 1985 släpptes albumet Fight to Survive i USA av Grand Slamm Records. Grand Slamm Records blev bankrutt någon månad senare.
White Lion skrev på med Atlantic Records i början av 1987. Den 21 juni 1987 släppte bandet Pride. Plattan blev en succé med flera hits och deras musikvideos spelades flitigt på MTV. Den sålde hela två gånger Platinum enbart i USA. De turnerade runt om i landet och var förband till bland andra Kiss, Aerosmith och Ac/dc. Turnén för "Pride" gick även till Japan och var slutligen klar i december 1988.
Nästa album Big Game släpptes 10 augusti 1989. Från albumet släpptes singlarna "Little Fighter", "Cry for Freedom" och en Golden Earring-cover av "Radar Love". Albumet sålde snabbt guld men försvann sedan från Billboardlistan. Efter en Europaturné gick de åter in i studion tillsammans med en ny producent.
Albumet Mane Attraction släpptes i mars 1991. Med detta album tog de ett steg ifrån den Glam metal-stil som fanns på de tidigare albumen och inriktade sig på en mer mognare och kommersiell rock. Detta album gick det dock inte lika bra för som de två senaste. James LoMenzo och Greg D'Angelo lämnade bandet innan den Usa turné som startade i juni och blev ersatta med Tommy Caradonna och Jimmy DeGrasso (ex-Megadeth, trummis). Det spelades även in ett antal musikvideos från detta albumet men då grungen gjort sitt intåg på MTV blev det inte lika många visningar som förut. Efter den turnén och sista konserten i Boston tog bandet en lång paus.
Bandet släppte året efter ett samlingsalbum och en Vhs kallad "Escape from Brooklyn" med alla sina musikvideos. 

### Återföreningen
Mike Tramp återförenade White Lion 1999 med helt nya medlemmar och släppte ett album med nya versioner av gammalt White Lion-material, Remembering White Lion. Från 1999 till 2007 hette bandet Tramp's White Lion för att undvika bråk. Efter en rättslig process med Vito Bratta (vilken Mike Tramp vann) blev namnet White Lion. Bandet släppte ett nytt album, Return of the Pride, i mars 2008. Denna uppsättning turnerade några år men lades sedan ner bland annat eftersom fansen saknade Vito på gitarr.
Vito Bratta försvann från musiken efter att bandet upplöstes 1991 och har inte spelat i något band sen dess. Han lever ett tillbakadraget liv i sin hemstad på Staten Island. Han anses vara en av de skickligaste gitarristerna i sin genre under sena 1980-talet, bland annat för sin "fingertappning" (som inspirerades av Eddie Van Halen) samt så kallad "shredding", melodifulla solon och sin låtskrivarförmåga. Han har i intervjuer beskrivit att han övade 12 timmar om dagen. Under 1997 skadade han sin handled och har därefter i en intervju 2007 sagt att han har svårare att spela lika bra som han en gång i tiden gjorde. Hårdrocksgitarristen Zakk Wylde har i intervjuer berättat att Vitos solo i låten "Wait" är ett av de bästa som spelats in.
1986 hade bandet en mindre roll i filmen "The money pit" med Tom Hanks.

## Medlemmar

### Senaste medlemmar
- Mike Tramp – sång (1983–1992,1999–2013)
- Jamie Law – sologitarr (2004–2013)
- Troy Patrick Farrell – trummor (2004–2013)
- Claus Langeskov – basgitarr (2004–2013)
- Henning Wanner – keyboard (2004–2013)

### Tidigare medlemmar
- Vito Bratta – sologitarr, bakgrundssång (1983–1992)
- Joe Hasselvander – trummor (1983)
- Felix Robinson – basgitarr (1983–1984)
- Nicki Capozzi – trummor (1983–1984)
- Bruno Ravel – basgitarr (1984)
- Dave Spitz – basgitarr (1985)
- James LoMenzo – basgitarr, bakgrundssång (1985–1991)
- Greg D'Angelo – trummor (1985–1991)
- Jimmy DeGrasso – trummor (1991–1992)
- Tommy T-Bone Caradonna – basgitarr (1991–1992)
- Kasper Damgaard – sologitarr (1999–2003)
- Nils Kroyer – basgitarr (1999–2003)
- Bjarne T. Holm – trummor (1999–2003)
- Dan Hemmer – keyboard (1999–2003)

## Diskografi
Album
- Fight to Survive (1985)
- Pride (1987)
- Big Game (1989)
- Mane Attraction(1991)
- The Best Of White Lion(1992)
- Remembering White Lion(1999)
- Return of the Pride (2008)

Singlar
- "Broken Heart" (1985)
- "Wait" (1987)
- "Tell Me" (1987)
- "When the Children Cry" (1987)
- "Little Fighter" (1989)
- "Radar Love" (1989)
- "Cry for Freedom" (1990)
- "Lights and Thunder" (1991)
- "Broken Heart" (1991)
- "Love Don't Come Easy" (1991)